# Laura Ingalls Wilder
Laura Ingalls Wilder (7 de febrer, 1867 - 10 de febrer, 1957) va ser una escriptora estatunidenca autora de la col·lecció de llibres anomenada Little House of the Prairie ("La caseta de la prada").